# 警察白书
《警察白书》（日语：／）是日本警察厅每年发布的关于日本犯罪状况及对策的白皮书。

## 概述
日本警察厅刑事局每年制作当年的犯罪报告，以及日本法务省大臣官房司法法制部制作的《检察统计年报》，日本最高裁判事务总局制作的《司法统计年报》，法务省大臣官房司法法制部制作的《矫正统计年报》和《保护统计年报》等等。警察白皮书根据这些原始统计资料进行提炼、摘要，内容包括犯罪形式、犯罪预防、侦查等警察活动。